# 新城長有
新城 長有（しんじょう ちょうゆう、1931年〈昭和6年〉10月31日 - 2019年〈平成31年〉3月26日）は、日本の育種学者。琉球大学名誉教授。
世界各地のイネ品種が持つ遺伝様式のメカニズムを解明し、超多収米（ハイブリッド米）を開発した日本における先駆者である。

## 略歴
沖縄県石垣市石垣出身。1957年に琉球大学農家政学部（現在の農学部）を卒業後、1960年に九州大学大学院農学研究科農学専攻修士課程修了。琉球大学講師となり、イネの育種研究に打ち込む。その間、1958年（昭和33年）に雄性不稔性のあるイネ品種をインドの野生種から発見している。そこから研究を重ね、通常の栽培種では1つの花の中に雄しべと雌しべが同有しており、交配による雑種強勢を困難としてきたイネにおいて、雄性不稔性を持つジャポニカ米の一代雑種イネを開発。不稔性を回復させる品種との交配により、雑種強勢により実を多くつけるハイブリッド米の開発に成功した。
1980年に琉球大学教授。1997年に名誉教授。1996年に紫綬褒章、2003年に勲三等旭日中綬章受章。
2019年3月26日、肺炎のため那覇市で死去。87歳没。

## ハイブリッド米と“種子戦争”
新城が開発したハイブリッド米は1970年代において、コメ余りが問題視され減反政策が進んでいた日本において注目されることはなかった。だが、1972年に沖縄が本土復帰し、中華人民共和国との国交回復の機運が高まる中で、当時の日中国交回復促進議員連盟の議員と農林省との間で、深刻な食糧不足に悩まされていた中国にハイブリッド米を流行らせようという動きがあった。新城は東京に呼び出され、ハイブリッド米を中国の視察団に贈呈した。
中国で袁隆平らによって研究がなされたハイブリッド米は、1991年には栽培面積の約50％、長江以南ではほぼ全域がハイブリッド米となるまでに成長し、中国は世界最大のコメ生産国になるまで食糧事情を飛躍的に向上させた。ハイブリッド米は続いてアメリカにも広まり、さらなる発展を遂げて日本に逆上陸した。その逆上陸したハイブリッド米について1984年、NHKが『謎のコメが日本を狙う』と銘打った特集番組を展開。アメリカ資本による強勢品種の独占という“種子戦争”における日本農政への批判が高まることとなった。
新城自身も2度訪中するなど、中国の農業発展に尽力した。

## 受賞・栄典
- 1979年 日本育種学会賞
- 1984年 沖縄タイムス文化賞
- 1993年 日本農学賞、読売農学賞
- 1996年 紫綬褒章
- 2003年 勲三等旭日中綬章
- 2012年 みどりの学術賞